# American Journal of Human Genetics
American Journal of Human Genetics es una revista  científica mensual revisada  por pares  especializada en temas de genética humana. Fundada en  1948 (1948-presente vol. I, número 1, septiembre de 1949) por la Sociedad Americana de Genética Humana, cubre todos los  aspectos de la  herencia en humanos, incluyendo la aplicación de genéticas en medicina y política pública, así como en  áreas relacionadas en el campo de Biología molecular y biología de célula. Según el  Journal Citation Reports, la revista tenía en 2015 un factor de impacto de 10.93.

## Métricas de revista
2022
- Web of Science Group : 11.025
- Índice h de Google Scholar: 310
- Scopus: 9.318

La revista ocupa el octavo puesto en el apartado de las revistas de Genética & Genómica en Google Scholar con un índice h5 de 87